# Гамма Павлина
Гамма Павлина (γ Павлина, лат. Gamma Pavonis) — одиночная звезда в созвездии Павлин. Находится на расстоянии около 30 световых лет от Солнца. Это четвёртая по яркости звезда в созвездии.

## Характеристики
Звезда принадлежит к классу жёлтых карликов главной последовательности, её масса и диаметр составляют 80% и 106% солнечных соответственно. Возраст звезды оценивается 9,1 миллиарда лет. Некоторые исследователи полагают, что γ Павлина является старой звездой, сформировавшейся в галактическом диске.

## Ближайшее окружение звезды
Следующие звёздные системы находятся на расстоянии в пределах 10 световых лет от Гамма Павлина:
| Звезда     | Спектральный класс | Расстояние, св. лет |
| L 49-19    | K0 V               | 6,6                 |
| L 119-44   | M V                | 8,5                 |
| GJ 1277    | M4 V               | 9,0                 |
| CD-76 1182 | M V                | 9,1                 |
| ζ Тукана   | F9 V               | 9,3                 |
| CP-60 7528 | M2 V               | 9,5                 |